# 폴린 오아로
폴린 오아로(프랑스어: Pauline Hoarau, 1994년 2월 3일 ~ )는 프랑스의 모델이며, 레위니옹 출신이다.

## 출연 작품

### 영화
- 안나 (2019년)